# Zweedse hockeyploeg (mannen)
De Zweedse hockeyploeg voor mannen is de nationale ploeg die Zweden vertegenwoordigt tijdens interlands in het hockey.
Het team kon zich nooit kwalificeren voor een internationaal kampioenschap voor A-landen. Wel deed het team mee met het EK voor B landen in 2011 waar ze als een na laatste eindigde.
Het eerste officiële interland werd gespeeld op 8 juni 1974 tegen Finland, in Köping werd verloren met 0 - 3. Eerder al, in 1951, speelde een aantal bandyspelers in de zomerstop een onofficiële oefenwedstrijd tegen Duitsland: deze werd gelijk gespeeld met 1 - 1.

## Erelijst Zweedse hockeyploeg
| Jaar | Champions Trophy | Europees kampioenschap | Olympische Spelen | Wereldkampioenschap | Hockey World League Hockey Pro League |
| ---- | ---------------- | ---------------------- | ----------------- | ------------------- | ------------------------------------- |
| 1908 |                  |                        | geen deelname     |                     |                                       |
| 1920 |                  |                        | geen deelname     |                     |                                       |
| 1928 |                  |                        | geen deelname     |                     |                                       |
| 1932 |                  |                        | geen deelname     |                     |                                       |
| 1936 |                  |                        | geen deelname     |                     |                                       |
| 1948 |                  |                        | geen deelname     |                     |                                       |
| 1952 |                  |                        | geen deelname     |                     |                                       |
| 1956 |                  |                        | geen deelname     |                     |                                       |
| 1960 |                  |                        | geen deelname     |                     |                                       |
| 1964 |                  |                        | geen deelname     |                     |                                       |
| 1968 |                  |                        | geen deelname     |                     |                                       |
| 1970 |                  | geen deelname          |                   |                     |                                       |
| 1971 |                  |                        |                   | geen deelname       |                                       |
| 1972 |                  |                        | geen deelname     |                     |                                       |
| 1973 |                  |                        |                   | geen deelname       |                                       |
| 1974 |                  | geen deelname          |                   |                     |                                       |
| 1975 |                  |                        |                   | geen deelname       |                                       |
| 1976 |                  |                        | geen deelname     |                     |                                       |
| 1978 | geen deelname    | geen deelname          |                   | geen deelname       |                                       |
| 1980 | geen deelname    |                        | geen deelname     |                     |                                       |
| 1981 | geen deelname    |                        |                   |                     |                                       |
| 1982 | geen deelname    |                        |                   | geen deelname       |                                       |
| 1983 | geen deelname    | geen deelname          |                   |                     |                                       |
| 1984 | geen deelname    |                        | geen deelname     |                     |                                       |
| 1985 | geen deelname    |                        |                   |                     |                                       |
| 1986 | geen deelname    |                        |                   | geen deelname       |                                       |
| 1987 | geen deelname    | geen deelname          |                   |                     |                                       |
| 1988 | geen deelname    |                        | geen deelname     |                     |                                       |
| 1989 | geen deelname    |                        |                   |                     |                                       |
| 1990 | geen deelname    |                        |                   | geen deelname       |                                       |
| 1991 | geen deelname    | geen deelname          |                   |                     |                                       |
| 1992 | geen deelname    |                        | geen deelname     |                     |                                       |
| 1993 | geen deelname    |                        |                   |                     |                                       |
| 1994 | geen deelname    |                        |                   | geen deelname       |                                       |
| 1995 | geen deelname    | geen deelname          |                   |                     |                                       |
| 1996 | geen deelname    |                        | geen deelname     |                     |                                       |
| 1997 | geen deelname    |                        |                   |                     |                                       |
| 1998 | geen deelname    |                        |                   | geen deelname       |                                       |
| 1999 | geen deelname    | geen deelname          |                   |                     |                                       |
| 2000 | geen deelname    |                        | geen deelname     |                     |                                       |
| 2001 | geen deelname    |                        |                   |                     |                                       |
| 2002 | geen deelname    |                        |                   | geen deelname       |                                       |
| 2003 | geen deelname    | geen deelname          |                   |                     |                                       |
| 2004 | geen deelname    |                        | geen deelname     |                     |                                       |
| 2005 | geen deelname    | geen deelname          |                   |                     |                                       |
| 2006 | geen deelname    |                        |                   | geen deelname       |                                       |
| 2007 | geen deelname    | geen deelname          |                   |                     |                                       |
| 2008 | geen deelname    |                        | geen deelname     |                     |                                       |
| 2009 | geen deelname    | geen deelname          |                   |                     |                                       |
| 2010 | geen deelname    |                        |                   | geen deelname       |                                       |
| 2011 | geen deelname    | geen deelname          |                   |                     |                                       |
| 2012 | geen deelname    |                        | geen deelname     |                     |                                       |
| 2013 |                  | geen deelname          |                   |                     | eerste ronde HWL 2012-13              |
| 2014 | geen deelname    |                        |                   | geen deelname       |                                       |
| 2015 |                  | geen deelname          |                   |                     | geen deelname                         |
| 2016 | geen deelname    |                        | geen deelname     |                     |                                       |
| 2017 |                  | geen deelname          |                   |                     | geen deelname                         |
| 2018 | geen deelname    |                        |                   | geen deelname       |                                       |
| 2019 |                  | geen deelname          |                   |                     | geen deelname                         |
| 2021 |                  | geen deelname          | geen deelname     |                     | geen deelname                         |
| 2022 |                  |                        |                   |                     | geen deelname                         |
| 2023 |                  | geen deelname          |                   | geen deelname       | geen deelname                         |
| 2024 |                  |                        | geen deelname     |                     | geen deelname                         |